# Tympanuchus cupido cupido
Gà lôi mái (Danh pháp khoa học: Tympanuchus cupido cupido) hay còn gọi là Heath hen là một phân loài đã tuyệt chủng của loài gà Tympanuchus cupido, một loài gà cỡ lớn trên thảo nguyên Bắc Mỹ. Phân loài gà lôi mái này đã bị tuyệt chủng kể từ năm 1932. Gà lôi mái là một trong những loài chim đầu tiên mà người Mỹ đã cố gắng để cứu khỏi sự tuyệt chủng nhưng nỗ lực này đã không thành công.

## Đặc điểm
Những con gà lôi mái này sống ở các vùng rừng nhiệt đới khô cằn ven biển Bắc Mỹ từ cực Nam New Hampshire đến miền bắc Virginia, có thể là ở phía nam Florida trước. Những con gà đồng cỏ (Tympanuchus) sống ở những vùng đồng cỏ từ Texas phía bắc Indiana và Dakota và vào thời kỳ đầu ở miền nam Canada. Chúng phổ biến trong môi trường sống của chúng trong thời thuộc địa, nhưng giống như là một con chim nước, chúng bị những người định cư lùng bắt rất nhiều để ăn thịt. Vào cuối thế kỷ 18, chúng có tiếng là thức ăn của người nghèo vì giá rẻ và dồi dào.
Về mặt ngoại hình, chúng giống với con gà đồng cỏ lớn của vùng Đại Bình Nguyên Mỹ (Great Plains), nhưng nhỏ hơn một chút, chiều dài của chúng khoảng xấp xỉ 17 inch (43 cm) và trọng lượng khoảng 2 pound (0,9 kg). Một mẫu vật nặng 3 cân Anh đã được Alexander Wilson tuyên bố nhưng con số này không được xác minh bởi các nhà khoa học sau này. Phân loài gà này thường có màu đỏ đậm ở bộ lông của chún và đuôi có màu nâu xám.

## Tuyệt chủng
Do áp lực săn bắt, dân số chúng giảm nhanh chóng. Có thể vào những năm 1840, có khoảng 300 cá thể còn lại trên đảo Martha's Vineyard, ngoài Massachusetts, nhưng đến năm 1890, con số này đã giảm xuống còn 120-200 cá thể, chủ yếu chúng bị những con mèo hoang ăn thịt và săn trộm. Đến cuối thế kỷ 19, đã có khoảng 70 con. Các khu rừng này được bảo vệ bởi lệnh cấm săn bắt và bởi sự thành lập vào năm 1908 của "Khu bảo tồn gà rừng" (nay là Khu rừng quốc gia Manuel F. Correllus).
Tuy nhiên, nạn cháy rừng năm 1916, sau đó là mùa đông khắc nghiệt, sự xuất hiện bất thường của những con ốc sên ăn thịt, giao phối cận huyết, bệnh dịch có thể đã lây truyền qua gia cầm làm chúng suy giảm đến 600 con vào năm 1920. Năm 1927, chỉ còn lại khoảng một chục - chỉ hai con là con mái- dù đã được bảo vệ tốt nhất theo khoa học hiện đại nhưng cuối cùng cũng đã bị tuyệt chủng vào năm 1932 khi cá thể cuối cùng chết. 